# Monte Freidour
Il monte Freidour (1.451 m s.l.m.) è una montagna delle Alpi del Monginevro nelle Alpi Cozie. Si trova in Piemonte sopra l'abitato di Cumiana ed è conosciuta soprattutto per la presenza di imponenti pareti di roccia gneiss (la più celebre delle quali è la Rocca Sbarùa, dal piemontese "rocca spaventata"), che da decenni rappresentano una delle "palestre" di allenamento più frequentate dagli arrampicatori torinesi e non solo.

## Descrizione

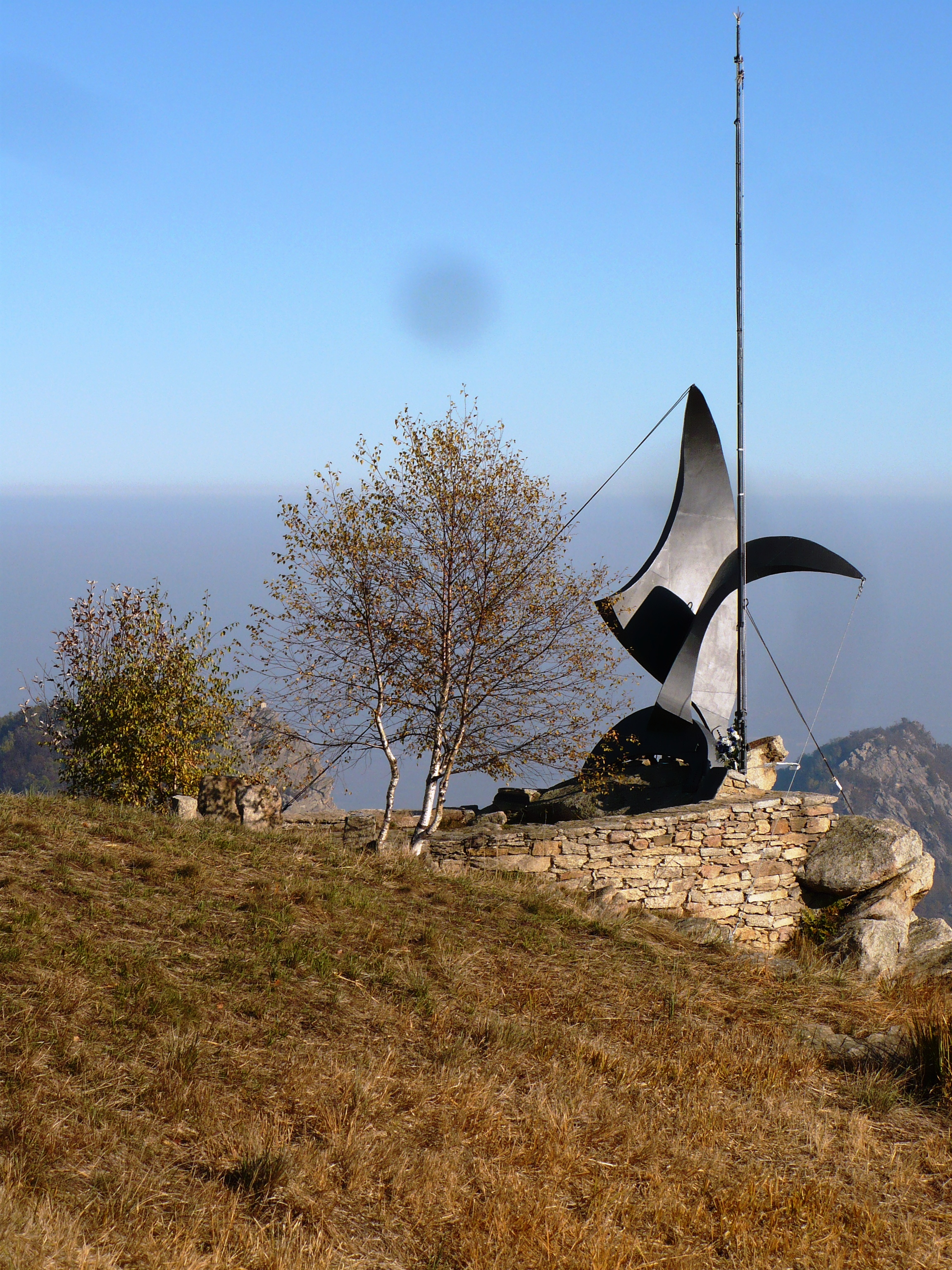
Monumento commemorativo dell'incidente aereo occorso agli inglesi in vetta al Freidour

Il monte, la cui sommità appartiene, così come il Rifugio Melano - Casa Canada, al territorio del comune di Frossasco, si trova sullo spartiacque tra la val Sangone, la piccola valle percorsa dal torrente Lemina e la val Noce, aperta sulla pianura pinerolese. 
Il monte Freidour è in realtà costituito da tre distinte alture: oltre al monte Freidour propriamente detto (la cima è in pratica un esteso prato panoramico) vi sono in direzione est la vera e propria vetta della montagna, ovvero il roccioso monte Sperino (1.451 m), raggiungibile con l'ausilio di "gradini" metallici e con in vetta una madonnina dalla sagoma slanciata, e la Roccia Bianca (1.365 m). Il colle Aragno separa il Freidour dal monte Tre Denti, con in vetta una piccola cappella e la croce di vetta. Per raggiungere la cima del monte Tre Denti è consigliabile l'appoggio delle mani in equilibrio, su roccia peraltro sempre molto compatta.
Le pareti rocciose del Freidour sono immerse in un bosco misto (chiamato "bosco dell'impero") la cui vegetazione è assai fitta e diversificata ed è costituita in prevalenza da faggi e betulle. Ai piedi del monte vi è l'ex rifugio Melano conosciuto oggi come Casa Canada (1.061 m).
In cima alla montagne è invece collocato il punto geodetico trigonometrico dell'IGM codice 067041 denominato Monte Freidour.

## Storia
Nel 1994 in vetta al monte è stato posto, dall'amministrazione comunale di Cantalupa, il monumento chiamato "Ali come vele", realizzato in acciaio dallo scultore Michele Privileggi. Tale monumento è dedicato al ricordo del disastro aereo avvenuto la sera del 14 ottobre 1944, quando un aereo Liberator HK 239 della Royal Air Force, di ritorno da un'operazione di rifornimento di aiuti ai partigiani, si schiantava contro la parete del monte causando la morte di 8 aviatori inglesi (C.W. Lawton (australiano), T.D. Fotheringham, E.H.A. Clift, G. Tennison, D.W. Bishop, D.R. Wellon, S.E. Lockton e J. Bucks).
Nella parte bassa del versante sud del monte Freidour, cioè in mezzo al bosco, la Comunità montana locale ha allestito il cosiddetto Ecomuseo provinciale delle Carbonaie, che in sostanza ricostruisce tramite una rete cartellonistica guidata le diverse fasi di realizzazione delle carbonaie di legna. L'attività dei carbonai dell'alta Val Lemina ha negli anni reso famosa la zona dal punto di vista della tradizione degli antichi mestieri di montagna, che negli ultimi anni si sono in gran parte perduti.

## Accesso alla vetta

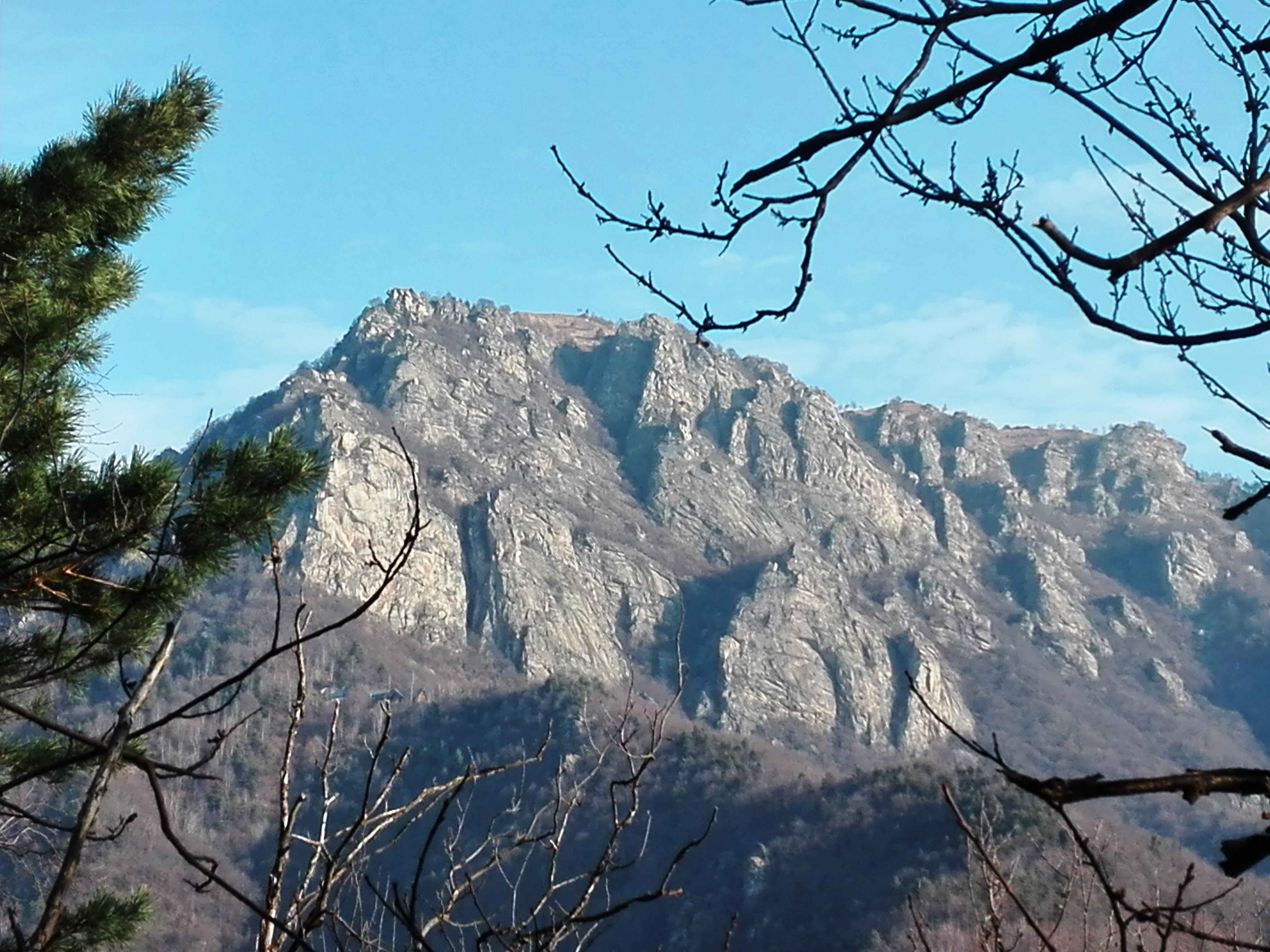
Il Freidour e la Sbarua

Generalmente si sale sulla vetta partendo da Talucco (776 m), frazione di Pinerolo. Ignorando il bivio che porta al colle del Crò, si raggiunge sulla destra la borgata Freidogna e di lì si va a piedi fino al Colle Ciardonet (1.070 m), che mette in comunicazione la valle del torrente Noce con la Val Lemina.
In alternativa si può anche partire da Cantalupa (giungendo prima sul Monte Tre Denti e poi sulle altre alture) o da Giaveno salendo dal versante nord, o ancora da Cumiana, dal parcheggio dei Bastianoni (frazione) seguendo il sentiero per Colle Pra l'Abbà oppure Monte Tre Denti.
Il Freidour è anche accessibile in mountain bike